# UDUB

Flagge der UDUB

UDUB ist eine politische Partei im international nicht anerkannten Somaliland. Sie wurde 2001 vom damaligen Präsidenten gegründet und stellte bis zu den Präsidentschaftswahlen 2010 die Regierung.

## Name
Udub bezeichnet auf Somalisch den zentralen Holzpfosten, der einer traditionellen Nomadenhütte Stabilität verleiht.
Zugleich steht der Name als Akronym für Ururka Dimuqraadiga Ummadda Bahawday, was in unterschiedlichen Quellen als United Democratic People’s Party, United Peoples’ Democratic Party, Democratic United Peoples’ Movement, Unity of Democrats Party oder Union of Democrats ins Englische übersetzt wird. Einer weiteren Quelle zufolge steht die Abkürzung für Ururka Dimograadiga Ummadda Bahoobey, englisch Democratic United Peoples’ Movement.

## Gründung
Mohammed Haji Ibrahim Egal, der seit 1993 als Präsident Somalilands amtierte, gründete die UDUB im August 2001 und wurde deren Vorsitzender. Viele Minister und Parlamentarier traten der Partei bei.
Nach Egals Tod im Mai 2002 übernahm der bisherige Vizepräsident Dahir Riyale Kahin entsprechend der Verfassung das Präsidentenamt, daneben auch den Parteivorsitz der UDUB.

## Wahlergebnisse
Im Vorfeld der Kommunalwahlen in Somaliland 2002 war UDUB den anderen Parteien organisatorisch deutlich voraus. Mit 40,76 % erhielt sie mit Abstand die meisten Stimmen, gewann jedoch unerwartet knapp und erreichte in etlichen Wahlkreisen keine Mehrheit.
Bei den Präsidentschaftswahlen 2003 wurde Dahir Riyale Kahin, zusammen seinem Vizepräsidenten, mit 42,08 % der Stimmen nur knapp bestätigt. Ahmed Mohammed Mahamoud Silanyo von der oppositionellen Kulmiye, der um 80 Stimmen hinter ihm zurücklag, akzeptierte dieses Ergebnis um der politischen Stabilität willen.
Bei den Parlamentswahlen 2005 kam die UDUB auf 39 % Stimmenanteil und damit 33 von 82 Sitzen. Damit ist sie im Parlament gegenüber der Oppositionskoalition in der Minderheit.
Bei den Präsidentschaftswahlen 2010 erzielte Dahir Riyale Kahin einen Stimmenanteil von rund 33 %, Wahlsieger wurde Silanyo mit 49,6 %.

## Ausrichtung
Die UDUB stellt sich selbst vor allem als Partei der Stabilität dar und verweist auf ihre Erfahrung und die Leistungen der von ihr gestellten Regierungen. Seit ihrer Gründung wurde sie als die „Regierungspartei“ wahrgenommen. Ihr Wahlspruch nabad iyo caano („Frieden und Milch“) steht für den Frieden in Somaliland, den die Partei als ihre Leistung betrachtet. Eine eigentliche Ideologie oder ein klares Parteiprogramm hat die UDUB bislang nicht, die Betonung von Kontinuität und Erfahrung deutet jedoch auf eine konservative Haltung hin.
Zu ihren Schwächen gehört, dass sie auch mit unpopulären Ministern und politischen Entscheidungen in Verbindung gebracht wird. Nach Ansicht mancher unternimmt sie zu wenig, um Frauen und junge Wähler zu erreichen. Die beiden Oppositionsparteien Kulmiye und UCID erheben auch den Vorwurf, dass der UDUB unverhältnismäßig viel Raum in den staatlichen Medien eingeräumt werde. Zudem sollen staatliche Mittel für die Partei verwendet worden sein.
Wie die anderen Parteien ist die UDUB clanpolitisch neutral und hat Mitglieder und Anhänger aus allen Clans. Bei den bisherigen Wahlen erhielt sie in den Regionen Awdal (dem Gebiet der Gadabursi-Dir, dem Clan von Dahir Riyale Kahin) und Saaxil (der Heimatregion des Vizepräsidenten) am meisten Unterstützung.
Dahir Riyale Kahin war unter dem somalischen Präsidenten und Diktator Siad Barre im berüchtigten National Security Service, womöglich war er in seiner dortigen Funktion für Menschenrechtsverletzungen an der Isaaq-Bevölkerung in Nordsomalia verantwortlich. Die größte Oppositionspartei Kulmiye – von der viele Mitglieder in der Isaaq-Rebellenbewegung SNM gegen das Barre-Regime gekämpft hatten – bringt daher die UDUB mit den damaligen Unterdrückern in Verbindung.